# Enosis Paralimni
Enosis Neon Paralimni este un club de fotbal cipriot cu sediul în Paralamni.Echipa susține meciurile de acasă pe Stadionul Paralimni cu o capacitate de 5.800 de locuri.

## Lotul curent
| Nr. |                   | Poziție | Jucător                 |
| --- | ----------------- | ------- | ----------------------- |
| 1   | Macedonia de Nord | P       | Petar Miloševski        |
| 4   | Belgia            | F       | Laurent Fassotte        |
| 5   | Macedonia de Nord | F       | Bojan Markovski         |
| 6   | Portugalia        | M       | Hugo Faria              |
| 7   | Belgia            | M       | Kristof Imschoot        |
| 8   | Serbia            | M       | Radovan Krivokapić      |
| 9   | Brazilia          | M       | Alex                    |
| 10  | Belgia            | A       | Dieter Van Tornhout     |
| 12  | Camerun           | A       | Hervé Onana             |
| 14  | Belgia            | F       | Jimmy De Wulf           |
| 17  | Cipru             | M       | Demos Goumenos          |
| 18  | Cipru             | P       | Panayiotis Charalambous |
| 19  | Cipru             | M       | Constantinos Pris       |

| Nr. |          | Poziție | Jucător                   |
| --- | -------- | ------- | ------------------------- |
| 20  | Belgia   | F       | Matthias Trenson          |
| 21  | Cipru    | A       | Constantinos Constantinou |
| 22  | Cipru    | P       | Andreas Kittos            |
| 23  | Cipru    | M       | Vasilis Manoli            |
| 25  | Cipru    | F       | Demetris Economou         |
| 27  | Scoția   | A       | Mark Burchill             |
| 29  | Cipru    | A       | Marios Zanettou           |
| 30  | Cipru    | F       | Eleftherios Mertakas      |
| 33  | Cipru    | F       | Panayiotis Spyrou         |
| 71  | Cipru    | F       | Demetris Moulazimis       |
| 77  | Zimbabwe | A       | Obadiah Tarumbwa          |
| 99  | Serbia   | A       | Ivan Pejčić               |
|     | Bulgaria | P       | Georgi Petkov             |

## Jucători notabili
| Albania - Arjan Xhumba - Ervin Fakaj Cipru - Demetris Christofi - Costas Elia - Marios Karas - Demetris Kizas - Georgios Kolanis - Georgios Kolokoudias - Michalis Konstantinou - Giorgos Nicolaou - Panayiotis Spyrou - Giorgos Tofas - Stefanos Voskaridis - Yiasoumis Yiasoumi Cehia - Milos Beznoska Brazilia - Edmar - Francisco Neri - Paquito Bulgaria - Georgi Donkov RD Congo - Fabrice Lokembo Lokaso - Jeff Tutuana - Masengo Ilunga Croația - Jure Guvo - Marijan Kovacevic Georgia - Levan Kebadze - Davit Ujmajuridze Ghana - Ishmael Addo - Koffi Amponsah Grecia - Dimitris Brinias - Vassilis Mitilinaios Ungaria - Lajos Terjék | Israel - Avraham Tikva - Yaniv Azran Liberia - Samuel Wowoah Macedonia - Igor Jančevski - Petar Miloševski Maroc - Abdelkarim Kissi - Hamid Rhanem Olanda - Hilmi Mihçi - Junas Naciri Nigeria - Eric Ejiofor - Lucky Isibor - Blessing Kaku Paraguay - Aldo Adorno Portugalia - Alhandra - Hugo Faria - Luís Miguel Serbia - Pavle Popara - Vesko Mihajlović - Slobodan Krčmarević - Slaviša Cula - Srboljub Nikolić Slovacia - Mário Breška - Pavol Kamesch - Martin Urban Slovenia - Patrik Ipavec - Amer Jukan - Martin Pregelj - Almir Tanjič - Anton Žlogar | Africa de Sud - Ryan Botha - MacDonald Mukasi Suedia - Joakim Hallenberg - Håkan Svensson - Jörgen Wålemark - Gaspar Paukstadt Elveția - Henri Siqueira Venezuela - Raúl González Zimbabwe - Noel Kaseke - Nagoly Kennedy |

## Antrenori notabili
- Čedomir Janevski (2009-present)
- Antonis Kleftis & Adamos Adamou (2008-2009)
- Eduard Eranosyan (2008)
- Marios Constantinou (2007-2008)
- Eli Guttman (2004-2006)
- Nir Klinger (2006-2007)
- Slobodan Vučeković (1993-1996)
- Angel Kolev (1998-1999)
- Nenad Starovlah (1999-2000)
- Svatopluk Pluskal (1971-1978, 1983-1985)

## Palmares
- Prima Divizie Cipriotă: Locul doi 1974-75
- Cupa Ciprului: Locul doi 1973-74, 1974-75, 1980-81, 1982-83
- Super Cup: Locul doi 1981, 1983
- Divizia Secundă Cipriotă: 1968-69